# Erin Saoirse Adair

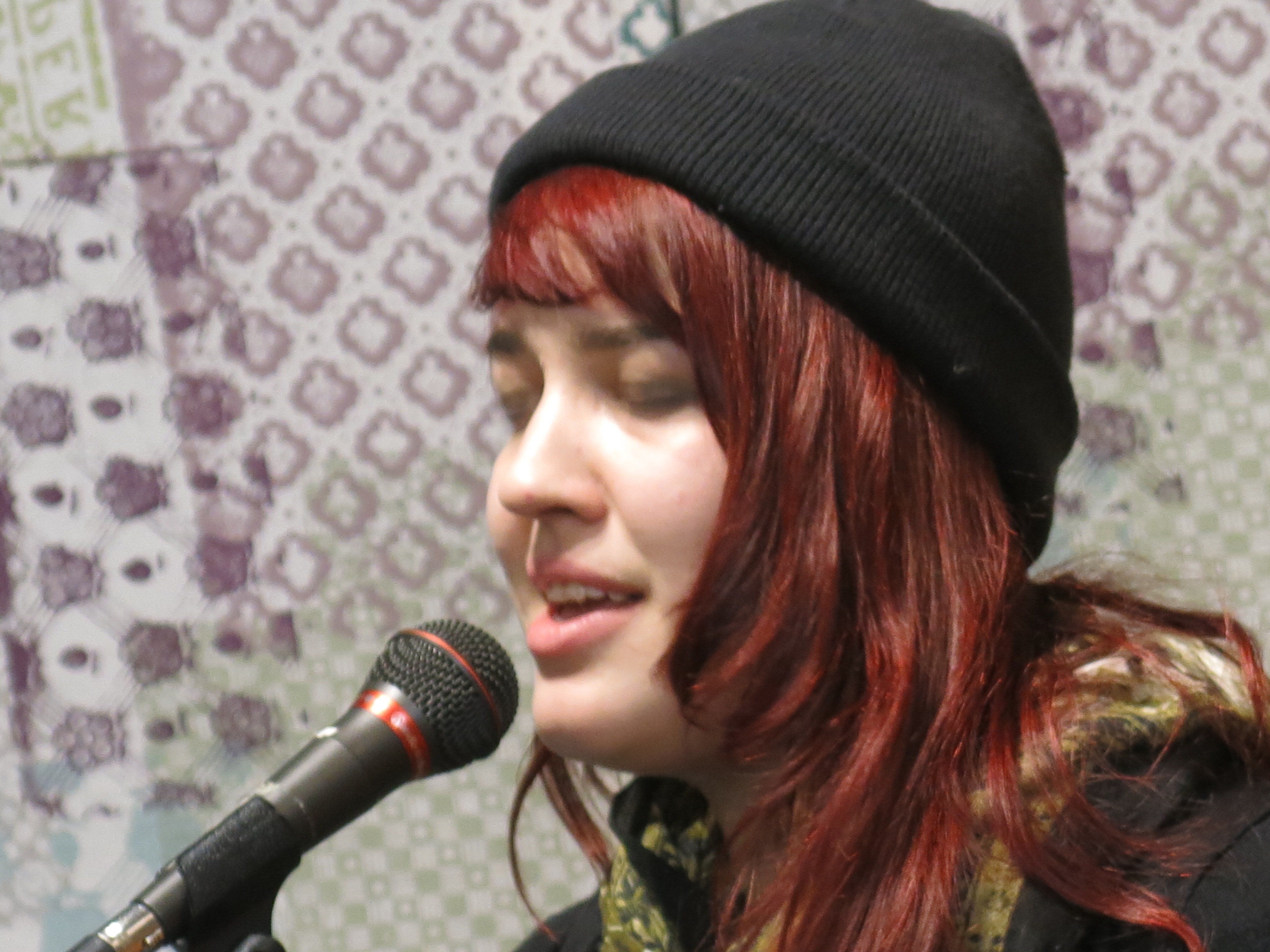
Erin Saoirse Adair 2015

Erin Saoirse Adair (* 1991 in Ottawa, Kanada) ist eine kanadische Folk-Musikerin.

## Geschichte
Mit 16 Jahren zog sie von zuhause aus. Mit 17 Jahren begann sie zu singen und Songs zu schreiben. 2012 war sie Mitbegründerin des feministischen Folk-Trios Three Little Birds. Sie wurde nominiert für den Canadian Folk Music Award 2012 und The Big Money Shot. Sie gewann die landesweite Songwriting Challenge von CBC.
Sie studierte an der Charleton University und musste für ein Semester das Studium unterbrechen, um sich ihrer Karriere zu widmen.
Sie wurde schnell sehr bekannt in der Folk-Szene in Ottawa. Adair konnte 2014 beim kanadischen Searchlight-Wettbewerb den dritten Platz unter den nationalen Künstlern belegen. Sie hatte Live-Auftritte in verschiedenen kanadischen Radiosendern. Damit erlangte sie kanadaweit viel Aufmerksamkeit. Sie hatte auch Auftritte im Fernsehen, wie zum Beispiel bei RogersTV.
Sie coverte viele Songs des bekannten Folksänger Phil Ochs. Dafür wurde sie unter anderem von Ochs Schwester, Sonny Ochs, geehrt und trat teils auf Tributveranstaltungen auf. Sie trat auch beim Mariposa Folk Festival auf.

## Stil
Inspiriert wurde Adair von Dichtern wie Walt Whitman, Emily Dickinson und Sylvia Plath, von Songwritern wie Leonard Cohen und Joni Mitchell und von zeitgenössischen Komponisten wie Igor Stravinsky und Yann Tiersen. Ihre größte Inspiration ist Phil Ochs.

## Themen
Adair behandelt in ihren Liedern hauptsächlich Themen rund um sexuellen Missbrauch, Alkoholismus, physischer Gewalt, Sexismus, Rassismus und äußert Kapitalismuskritik.

## Diskographie

### Alben
- 2012: Erin Saoirse Adair
- 2015: Songs of Phil Ochs (Cover)
- 2016: Gaslights

### Singles
- 2015: I Want Drugs

## Covers
Sie ist bekannt für ihre Cover. Sie veröffentlichte Covers von Phil Ochs, der Internationalen oder von Solidarity Forever. Diese erhielten teils Zehntausende von Aufrufen. 2015 gab es das Album I’m Going To Sing It Now: The Songs Of Phil Ochs.